# قاسم بوتان
قاسم بوتان (بالإندونيسية: Kasim Botan)‏ هو لاعب كرة قدم إندونيسي في مركز نصف الجناح، ولد في 14 أبريل 1997. لعب مع بيرسيتا تانغيرانغ.

## وصلات خارجية
- قاسم بوتان على موقع قاعدة بيانات كرة القدم.إي يو (الإنجليزية)
- قاسم بوتان على موقع Soccerway.com (الإنجليزية)